# Genossenschaftsbank Weil im Schönbuch
Die Genossenschaftsbank Weil im Schönbuch eG ist eine Genossenschaftsbank mit Sitz in der baden-württembergischen Gemeinde Weil im Schönbuch im Landkreis Böblingen.

## Geschichte
Die Genossenschaftsbank Weil im Schönbuch eG wurde am 21. April 1902 von Bürgern aus Weil im Schönbuch gegründet, gehört ihren Mitgliedern und hat sich bis heute ihre Eigenständigkeit bewahrt.
Am 21. April 1902 versammelten sich auf Einladung von Schultheiß Hermann Singer 71 Bürger von Weil im Schönbuch im Rathaus, um einen Darlehnskassenverein zu gründen. Zu diesem Zweck wurde das Statut vom „Verband landwirtschaftlicher Genossenschaften in Württemberg“ verlesen und vereinbart, dass der Geschäftsanteil 100 Mark und die vierteljährliche Einzahlung auf denselben 1 Mark betragen sollen. Durch Unterzeichnung dieses Statutes von den 71 Anwesenden hatte sich der Verein gebildet. Die Gründungsmitglieder stellten einen Querschnitt durch alle Bevölkerungsschichten der Gemeinde dar. Neben den Bauern stellten die Holzhauer und Handwerker viele Gründungsmitglieder und zeugten von großem Interesse an der Gründung der Genossenschaft in der Gemeinde. Der ursprüngliche Darlehnskassenverein hat sich durch Umfirmierung zu heutigen Genossenschaftsbank Weil im Schönbuch eG gewandelt.

## Rechtsverhältnisse
Die Genossenschaftsbank Weil im Schönbuch eG ist im Genossenschaftsregister beim Amtsgericht Stuttgart unter GnR 240104 eingetragen.

## Organisationsstruktur
Rechtsgrundlagen sind das Genossenschaftsgesetz und die durch die Vertreterversammlung beschlossene Satzung. Organe der Bank sind der Vorstand, der Aufsichtsrat und die Vertreterversammlung.

## Sicherungseinrichtung
Die Genossenschaftsbank Weil im Schönbuch eG gehört zur Genossenschaftlichen FinanzGruppe Volksbanken Raiffeisenbanken und ist Mitglied im Bundesverband der Deutschen Volksbanken und Raiffeisenbanken (BVR). Weiterhin ist sie der amtlich anerkannten Sicherungseinrichtung des Bundesverbandes der Deutschen Volksbanken und Raiffeisenbanken GmbH und der zusätzlichen freiwilligen Sicherungseinrichtung des Bundesverbandes der Deutschen Volksbanken und Raiffeisenbanken e.V. angeschlossen. Gesetzlicher Prüfungsverband ist der Baden-Württembergische Genossenschaftsverband (BWGV).

## Geschäftsausrichtung
Die Genossenschaftsbank Weil im Schönbuch eG betreibt das Universalbankgeschäft. Im Verbundgeschäft arbeitet sie mit der DZ Bank, R+V Versicherung, Bausparkasse Schwäbisch Hall, Teambank, EasyCredit, VR-Smart Finanz, DZ Hyp, Münchener Hypothekenbank und der Union Investment zusammen. 
Darüber hinaus arbeitet die Genossenschaftsbank Weil im Schönbuch eG mit der GENO Energie zusammen.

## Geschäftsgebiet
Das Geschäftsgebiet liegt im Süden des Landkreises Böblingen.
Neben der Geschäftsstelle am Hauptsitz der Bank wird keine weitere Geschäftsstelle betrieben.

## Gesellschaftliches Engagement
Die Genossenschaftsbank Weil im Schönbuch eG unterstützt mit VR-Gewinnsparen örtliche Vereine, gemeinnützige Einrichtungen, Kindergarten-/Schulprojekte und Sportveranstaltungen in Weil im Schönbuch.